# Рило-Западнородопска подутина
Рило-Западнородопската подутина или Рило-Западнородопска антиклинорий е тектонска структура в Родопския масив.
Обхваща Рила, Западни Родопи и част от поречието на река Арда и изворните територии на река Въча. Представлява късноалпийска екстензионна куполна подутина. В посока югозапад-североизток е удължена. В ядрените части на подутината са разположени големи интрузивни магмени масиви с гранитоиден състав и с палеогенска възраст – Рило-Западнородопски батолит, Барутин-Буйновски плутон, Долнодряновски плутон, плутон Елатия. В ядродо се намират метаморфни скали, в които са внедрени терциерни плутони. Те са засегнати от мигматизация и анатексис.